# Joseph Stefano
Joseph Stefano (* 5. Mai 1922 in Philadelphia; † 25. August 2006 in Thousand Oaks, Kalifornien) war ein US-amerikanischer Entertainer und Drehbuchautor.

## Leben
Joseph Stefano schloss 1940 die South Philadelphia High School ab und ging nach New York, um ein Entertainer zu werden. Er spielte Klavier, sang, tanzte und schrieb Musik und Gedichte.
Zu Beginn seiner beruflichen Laufbahn komponierte er in den 1940er Jahren noch Popmusik. Danach wechselte er zum Schreiben von Filmskripten, eines seiner ersten Drehbücher schrieb er 1958 für Die schwarze Orchidee. Stefano wurde 1960 ein Drehbuchautor für die 20th Century Fox und zog nach Hollywood um. Dort folgte gleich zu Beginn das Drehbuch für den auf Robert Blochs Roman basierenden Hitchcock-Klassiker Psycho, das ihn berühmt machen sollte. Später schrieb er unter anderem für Outer Limits – Die unbekannte Dimension und Star Trek – The Next Generations. 1990 kehrte er wieder zu seinen Anfängen zurück, als er das Drehbuch für Psycho IV – The Beginning schrieb, eine weitere Fortsetzung des Hitchcock-Films. Außerdem diente Stefanos Drehbuch für das Hitchcock-Original als Grundlage für die Neuverfilmung des Regisseurs Gus van Sant aus dem Jahr 1998.
Stefano hinterließ seine Frau und einen Sohn.

## Filmografie (Auswahl)
- 1958: Die schwarze Orchidee (The Black Orchid)
- 1960: Psycho
- 1961: Ein Mann geht seinen Weg (The Naked Edge)
- 1968: Grüne Augen in der Nacht (Eye of the cat)
- 1972: Unter Mordverdacht (Home for the holidays)
- 1973: Der Magier (The Magican; Drehbuch)
- 1986: Anthony (The kindred)
- 1988: Todesgrüße aus dem Jenseits (Blackout)
- 1990: Psycho IV – The Beginning
- 1995: 25 Cents (Two bits)
- 1998: Psycho